# Ptolemaios (Sohn des Philippos)
Ptolemaios (altgriechisch Πτολεμαῖος), Sohn des Philippos, war ein makedonischer Offizier Alexanders des Großen im 4. vorchristlichen Jahrhundert.
Ptolemaios trat während des Asienfeldzugs in der Schlacht am Granikos 334 v. Chr. als Befehlshaber (taxiarchos) einer Infanterieeinheit auf, die gemeinsam mit der ihr anschließenden Schwadron der Hetairenreiterei des Sokrates als erste den Fluss zum Angriff auf den gegenüber stehenden Gegner durchschritt. Dieser erste Angriff wurde allerdings zurückgeschlagen.
Von Ptolemaios, Sohn des Philippos, wird danach nicht mehr direkt berichtet. Es ist jedoch nicht unwahrscheinlich, dass er mit jenem Offizier Ptolemaios identisch gewesen war, der nach der Belagerung von Halikarnassos als strategos der Provinz Karien eingesetzt wurde und der im Herbst 333 v. Chr. den Perser Orontopates in einer Feldschlacht schlug.
Ptolemaios, Sohn des Philippos, wird neben dem Somatophylax Ptolemaios und dem Offizier Ptolemaios, Sohn des Seleukos, als Vater jenes Ptolemaios in Betracht gezogen, der bei der Konferenz von Triparadeisos 320 v. Chr. zum Leibwächter des Königs Philipp III. Arrhidaios ernannt wurde. Ebenso wird er als ein Bruder des Antigonos Monophthalmos und Vater von dessen Neffen Ptolemaios (der dann auch der Leibwächter Philipps III. gewesen wäre) und Dioskourides in Betracht gezogen. Aufgrund der im antiken Makedonien häufig auftretenden Namen Ptolemaios und Philippos sind diese verwandtschaftlichen Beziehungen nicht mit abschließender Sicherheit anzunehmen.